# Mystes oonopiformis
Mystes oonopiformis is een spinnensoort uit de familie trilspinnen (Pholcidae). De soort komt voor in Maleisië.